# Perigrapha slovenica
Perigrapha slovenica är en fjärilsart som beskrevs av Michieli 1966. Perigrapha slovenica ingår i släktet Perigrapha och familjen nattflyn. Inga underarter finns listade i Catalogue of Life.